# سیستم عددی بزرگراه در ایالت متحده آمریکا
سیستم بزرگراه شماره گذاری شده ایالات متحده (اغلب به نام مسیرهای ایالات متحده یا بزرگراه‌های ایالات متحده) یک شبکهٔ یکپارچه از جاده‌ها و بزرگراه‌ها است که در یک شبکه ملی در ایالات متحده هم مرز موجود است. همان‌طور که تعیین و شماره این بزرگراه‌ها در میان ایالت‌ها هماهنگ شده‌است، بعضی اوقات بزرگراه‌های فدرال نامیده می‌شود، اما راه‌هایی ساخته شده‌اند و از زمان تعیین اولیه آنها در سال ۱۹۲۶، توسط دولت‌های دولتی یا محلی نگهداری شده‌اند.

## نگارخانه